# 요니 카우코
요니 엔시오 카우코(핀란드어: Joni Ensio Kauko, 1990년 7월 12일 ~ )는 핀란드의 프로 축구 선수로, 인도 I리그 클럽 인테르 카시에서 중앙 미드필더로 활약하고 있다.
카우코는 2012년 1월, 21세의 나이로 핀란드 국가대표팀으로 합류해 데뷔했다. 그는 2018-19년 UEFA 네이션스리그에서 리그 C조 2위를 차지한 팀의 주전 멤버였다.

## 구단 경력

### 인테르 투르쿠
현지 인테르 투르쿠 유소년 시스템의 산물인 카우코는 2007년 11월 27일, 17세의 나이에 프로 계약을 체결했다. 그는 6개월 후인 2008년 6월 26일, IFK 마리에함을 상대로 베이카우스리가 데뷔 전을 치렀다. 투르쿠에 연고를 둔 클럽에서 첫 시즌을 치르는 동안 그는 단 8경기에 출전했지만 팀이 핀란드 챔피언십에서 우승하는 데 기여했다. 2009년 5월 3일, 뮈파와의 경기에서 인테르 소속으로 첫 성인 골을 넣었다.

### 라흐티
인테르에서 다섯 시즌 동안 대표로 활약한 후, 카우코는 2012년 시즌 이후 계약 연장을 거절했고, 그는 라흐티와 한 시즌 계약을 체결했다.

### FSV 프랑크푸르트
라흐티와 계약한 지 6개월 후, 카우코가 독일 2. 분데스리가 팀인 FSV 프랑크푸르트와 2년 계약을 체결했다고 발표되었다.

### 라네르스
2016년 7월, 카우코는 덴마크 수페르리가 클럽 라네르스와 2년 계약을 체결했다.

### 모훈 바간
2021년 6월 24일, 카우코는 인도 슈퍼리그 클럽 모훈 바간과 2년 계약을 체결했다. 그는 팀의 2021년 AFC컵 지역 간 준결승전에서 우즈베키스탄 팀 나사프와의 경기를 위해 안토니오 로페스 아바스 감독에 의해 22명의 남자 대표팀에 포함되었지만, 팀은 6-0으로 패배하고 토너먼트에서 탈락하여 클럽 데뷔 전을 치렀다.

## 국가대표팀 경력
카우코는 2009년부터 2012년까지 핀란드 U-21 국가대표팀의 정규 멤버로 총 23경기에 출전해 3골을 넣었다. 또한 핀란드 U-21 국가대표팀의 주장으로도 활약했다.
그는 2012년 1월 22일, 트리니다드 토바고와의 친선 경기에서 국가대표 데뷔 전을 치렀다. 핀란드의 UEFA 유로 2016 예선 전 동안 그는 8경기에 출전했지만 교체 선수로 남아 있었다. 2018-19년 UEFA 네이션스리그에서는 4경기에 출전하여 2018년 11월 15일, 그리스와의 경기에서 선발 라인업에 이름을 올렸다.
카우코는 2021년 5월 29일, 스웨덴과의 UEFA 유로 2020 대회 전 친선 경기에 소집되었다.